# Anapoma prominens
Anapoma prominens är en fjärilsart som beskrevs av Moore 1881. Anapoma prominens ingår i släktet Anapoma och familjen nattflyn. Inga underarter finns listade i Catalogue of Life.